# Naruto Filmul: Bătălia Ninja în Tărâmul Zăpezii
Naruto Filmul: Bătălia Ninja în Tărâmul Zăpezii al seriei anime Naruto se bazează pe seria manga Naruto de Masashi Kishimoto. Naruto Filmul: Bătălia Ninja în Tărâmul Zăpezii din Naruto, serie de anime, este regizat de Tensai Okamura și produs de Studioul Pierrot și TV Tokyo și a avut premiera pe data de 21 august 2004 la cinema în Japonia.

## Povestea
Naruto Uzumaki și restul Echipei 7 au o nouă misiune, să aducă populara actriță de cinema Koyuki Kazahana în Tărâmul Zăpezii, unde vor filma scenele finale ale celui mai recent film al ei. Problema este, că ea e mai mult decât încăpățânată și nu vrea să meargă. În timpul misiunii, trei ninja din Tărâmul Zăpezii fără scrupule și un conducător tiranic care caută cheia pentru o comoară misterioasă, le pune în pericol misiunea.